# Aptoide
Aptoide é uma plataforma aberta para distribuição e descoberta de aplicações móveis Android, permitindo aos seus utilizadores fazer o download e upload de aplicações e criar lojas para partilha das mesmas.
Não existe uma loja centralizada: cada utilizador gere a sua própria loja online, seleccionando livremente que downloads e actualizações pretende realizar.
Existem actualmente várias versões da aplicação: Aptoide para smartphones e tablets; Aptoide TV - uma edição para smart TVs e STBs; e a Aptoide Kids - desenvolvida para dispositivos infantis. Recentemente, a Aptoide lançou uma App Store específica para aplicações de realidade virtual - a Aptoide VR.
A Aptoide também desenvolve soluções B2B, permitindo aos seus parceiros gerir a sua própria App Store de forma autónoma e personalizada.
A plataforma Aptoide está disponível em mais de 40 línguas, tendo atingido mais de 97 milhões de utilizadores em 2015 e 2.8 mil milhões de downloads. Nas múltiplas lojas, é possível encontrar mais de 700.000 aplicações Android.

## Tecnologia
A aplicação que permite o acesso ao marketplace é open-source. A comunicação entre o cliente e os servidores é realizada utilizando um protocolo aberto baseado em JSON ou XML.
O conceito por detrás da Aptoide foi baseado no package manager APT (Advanced Packaging Tool), através do qual é possível trabalhar múltiplas fontes (repositórios). Quando o utilizador procura um pacote, é utilizado o cliente para procurar várias fontes onde as várias aplicações estão guardadas.
O nome "Aptoide" é derivado das palavras “APT” (o packaging manager da Debian) e “oide” (uma variação da última parte da palavra “Android”).

## História
Aquilo que mais tarde se tornou na Aptoide começou em 2009 como um projecto de Verão na empresa Caixa Mágica, iniciado por um dos fundadores, Paulo Trezentos. A proposta, que visava desenvolver um mercado de aplicações na plataforma Android, foi aceita e desenvolvida no âmbito do programa SAPO Summerbits.
A empresa Aptoide foi criada em setembro de 2011, como spin-off do Software Caixa Mágica. Em 2012, Álvaro Pinto juntou-se ao projecto como co-fundador.
Em 2013, a empresa contou com um investimento da Portugal Ventures, de cerca de 750 mil euros.
Em 2015, foi fechada uma ronda Série A, de cerca de 3,7 milhões de euros (cerca de 4 milhões de dólares na época), liderada pela sociedade de capital de risco alemã e.ventures; e co-investida pelas asiáticas Gobi Partners (China) e Golden Gate Ventures (Singapura). O investimento permitiu que a empresa reforçasse a equipa, contando actualmente com mais de 60 pessoas.
Em 2014, a Aptoide apresentou à Comissão Europeia uma queixa contra a Google, alegando que a gigante da internet compromete a concorrência no mercado das App Stores, colocando obstáculos à instalação e utilização de lojas alternativas no sistema Android. A Aptoide aguarda uma decisão final da Comissão Europeia relativamente à queixa apresentada.
Observando um crescimento significativo nos mercados asiáticos, em 2015 a empresa inaugurou escritórios em Singapura e na China. A empresa está actualmente sediada em Lisboa, Portugal. No mesmo ano, a Aptoide contou com aproximadamente 97 milhões de utilizadores activos, um número que duplicou face ao ano anterior, em que o número de utilizadores activos atingiu os 47 milhões.

## Aptoide para utilizadores
A aplicação Android permite aos seus utilizadores pesquisar e instalar aplicações no sistema Android.
Para instalar a Aptoide, o utilizador tem de descarregar o ficheiro APK do site oficial Aptoide ou de outra fonte disponível na Internet. A instalação não está disponível através da loja Google Play devido à clausula 4.5 do Contrato de Distribuição para Programadores do Google Play. Esta cláusula é a mesma que bloqueia a instalação da aplicação Amazon Appstore, requerendo que os utilizadores permitam a instalação de aplicações de “fontes desconhecidas” nas definições Android.
Após a instalação da Aptoide, o utilizador pode acrescentar App stores (repositórios). Quando uma loja é adicionada, a Aptoide regista a lista de aplicações e guarda-a localmente. O utilizador pode então navegar nas aplicações ou pesquisar outras lojas na Internet.

## Utilização
A plataforma registou até à data os seguintes níveis de utilização:
| Aptoide version      | Date              | Registered users | # Stores | Different apps | Cumulative downloads |
| -------------------- | ----------------- | ---------------- | -------- | -------------- | -------------------- |
| v1.12.0.13 july 2019 |                   |                  |          |                |                      |
| V8                   | October 2016      | NA               | NA       | NA             | NA                   |
| 6.5.2                | July 2015         | 100,000,000      | 140,000  | 330,000        | 1580 M               |
| 6.3.0                | April 2015        |                  | 136,000  | 311,000        | 1424 M               |
| 6.2.3                |                   |                  | 126,000  | 275,000        | 1276 M               |
| 5.0.0                | 20 March 2014     |                  |          |                |                      |
| 4.1.3                | 22 July 2013      | 1,300,000        | 350,000  | 120,000        | 380 M                |
| 4.0.0                | 4 December 2012   | 500,000          | 170,000  | 50,000         | 150 M                |
| 2.7.1                | 2 August 2012     | 200,000          | 88,000   | 65,000         | 60 M                 |
| 2.7                  | 19 June 2012      | 107,000          | 62,000   | 43,000         | 44 M                 |
| 2.6.2                | April 2012        | 82,000           | 51,000   | 34,000         | 32 M                 |
| 2.6.1                | 2 March 2012      | 57,000           | 36,000   | 19,000         | 22.9 M               |
| 2.6                  | 20 January 2012   | 42,000           | 27,100   | 16,000         | 17.4 M               |
| 2.5.4                | 22 December 2011  | 34,000           | 22,200   | 13,400         | 14 M                 |
| 2.5.3                | 2 November 2011   | 21,000           | 13,300   | 9,400          | 9.1 M                |
| 2.5.2                | 22 September 2011 | 14,800           | 10,300   | 7,700          | 6.8 M                |
| 2.5.1                | 22 June 2011      | 6,800            | 3,500    | 4,000          | 2.1 M                |
| 2.5                  | 3 June 2011       | 5,300            | 1,200    | 3,100          | 2 M                  |
| 2.4.1                | May 2011          | 3,700            | 1,600    | 2,000          | 1.5 M                |